# Human (chanson de Rag'n'Bone Man)
Pour les articles homonymes, voir Human.
Singles de Rag'n'Bone Man
Healed
(2016) Skin
(2017)
Human est une chanson interprétée par le chanteur britannique Rag'n'Bone Man qu'il a écrite et composée avec Jamie Hartman, le chanteur du groupe de rock Ben's Brother. Sortie en single le 22 juillet 2016, elle est extraite de l'album Human qui est publié le 10 février 2017.
La chanson est un succès qui fait connaître Rag'n'Bone Man au niveau international.

## Composition
La chanson est écrite en si mineur avec une pulsation de 75 battements par minute. L'ambitus de la voix s'étend de la bémol (A ♭ 2) à si bémol (B ♭ 4).

## Réception critique
Cameron Adams du Daily Telegraph a comparé la chanson à Take Me to Church de Hozier pour avoir « un impact instantané, des paroles honnêtes et un retour à la "vraie" musique à une époque de pop corporate ».
Lors des Brit Awards 2018, Human remporte le prix du meilleur single britannique.

## Interprétations en direct à la télévision
Rag'n'Bone Man a interprété Human dans l'émission Later... with Jools Holland le 20 septembre 2016. Il l'a également chantée lors d'un talk-show australien, The Morning Show, le 28 octobre 2016. Une autre performance live de Human a eu lieu au Graham Norton Show le 10 février 2017. Il est apparu sur The Tonight Show Starring Jimmy Fallon le 16 février 2017.

## Accueil commercial
Le 23 décembre 2016, la chanson atteint la 2e place du classement des ventes de singles au Royaume-Uni, devancée par Rockabye de Clean Bandit, manquant ainsi la place convoitée de numéro un de Noël. La chanson, bien qu'étant la plus téléchargée et la plus vendue tout au long de la semaine, compte moins d'écoutes en streaming converties en équivalent vente. Human a été certifiée platine le 17 février 2017 et double platine le 21 juillet 2017 par la BPI. Il s'est vendu 1 269 000 unités combinées au Royaume-Uni en septembre 2017, ce qui comprend 522 000 exemplaires dans les ventes réelles et 75 millions dans les flux. 
Aux États-Unis, la chanson arrive en tête du classement Alternative Songs et no 2 du Rock Airplay. Le single est certifié Or par la RIAA le 7 juillet 2017 et a été vendu à 324 000 exemplaires aux États-Unis en septembre 2017. 
En 2020, le clip vidéo atteint le milliard de visionnages sur YouTube. 

## Classements et certifications

### Classements hebdomadaires
| Classement (2016-2017)                   | Meilleure position |
| ---------------------------------------- | ------------------ |
| Allemagne (GfK Entertainment)            | 1                  |
| Australie (ARIA)                         | 17                 |
| Autriche (Ö3 Austria Top 40)             | 1                  |
| Belgique (Flandre Ultratop 50 Airplay)   | 1                  |
| Belgique (Flandre Ultratop 50 Singles)   | 1                  |
| Belgique (Flandre Ultratop R&B/Hip-Hop)  | 1                  |
| Belgique (Wallonie Ultratop 50 Airplay)  | 1                  |
| Belgique (Wallonie Ultratop 50 Singles)  | 1                  |
| Belgique (Wallonie Ultratop R&B/Hip-Hop) | 2                  |
| Canada (Canadian Hot 100)                | 53                 |
| Danemark (Tracklisten)                   | 10                 |
| Écosse (OCC)                             | 1                  |
| Espagne (PROMUSICAE)                     | 57                 |
| États-Unis (Billboard Hot 100)           | 74                 |
| États-Unis (Alternative Songs)           | 1                  |
| France (SNEP)                            | 2                  |
| Hongrie (Rádiós Top 40)                  | 1                  |
| Irlande (IRMA)                           | 8                  |
| Italie (FIMI)                            | 2                  |
| Nouvelle-Zélande (RMNZ)                  | 11                 |
| Pays-Bas (Single Top 100)                | 14                 |
| Portugal (AFP)                           | 11                 |
| Royaume-Uni (UK Singles Chart)           | 2                  |
| Suède (Sverigetopplistan)                | 23                 |
| Suisse (Schweizer Hitparade)             | 1                  |

### Certifications
| Pays                       | Certification | Unités certifiées/ vendues           |
| -------------------------- | ------------- | ------------------------------------ |
| Allemagne (BVMI)           | 2 × Platine   | 800 000                              |
| Australie (ARIA)           | 2 × Platine   | 140 000                              |
| Autriche (IFPI)            | Platine       | 30 000                               |
| Belgique (BEA)             | 2 × Platine   | 40 000                               |
| Brésil (Pro-Música Brasil) | 2 × Diamant   | 500 000                              |
| Canada (Music Canada)      | 4 × Platine   | 320 000                              |
| Danemark (IFPI)            | 2 × Platine   | 180 000                              |
| Espagne (PROMUSICAE)       | Or            | 20 000                               |
| États-Unis (RIAA)          | 3 × Platine   | 3 000 000                            |
| France (SNEP)              | Diamant       | 35 000 000 (en équivalent streaming) |
| Italie (FIMI)              | 5 × Platine   | 250 000                              |
| Nouvelle-Zélande (RMNZ)    | Or            | 15 000                               |
| Pays-Bas (NVPI)            | Or            | 20 000                               |
| Royaume-Uni (BPI)          | 4 × Platine   | 2 400 000                            |
| Pologne (ZPAV)             | Diamant       | 100 000                              |
| Portugal (AFP)             | Platine       | 10 000                               |
| Suède (GLF)                | Platine       | 40 000                               |
| Suisse (IFPI)              | 5 × Platine   | 150 000                              |